# Delphinium zhangii
Delphinium zhangii är en ranunkelväxtart som beskrevs av Wen Tsai Wang. Delphinium zhangii ingår i släktet storriddarsporrar, och familjen ranunkelväxter. Inga underarter finns listade i Catalogue of Life.